# ノボタン科
ノボタン科（ノボタンか、Melastomataceae）は、双子葉植物に属する科のひとつ。

## 特徴
草本または木本、つる性のものもある。約180属5150種の大きい科であるが、ほとんどが熱帯・亜熱帯にのみ分布し、特に南米に多い。日本ではノボタン（野牡丹）などの4属7種が南西諸島や小笠原諸島に（ヒメノボタンは紀伊半島まで）分布する。中南米原産のシコンノボタン（紫紺野牡丹）は紫色の大輪の花が美しいのでよく栽培される。
葉は対生。花は子房下位で放射相称、萼片と花弁は普通4または5枚、雄蕊はその2倍ある。果実は蒴果または液果。

## おもな属
- ミヤマハシカンボク属 Blastus ：ミヤマハシカンボク
- ハシカンボク属 Bredia ：ハシカンボク、ヤエヤマノボタン、コバノミヤマノボタン
- メキシコノボタン属 Heterocentron
- ヤドリノボタン属（メディニラ属） Medinilla
- ノボタン属 Melastoma ：ノボタン、ムニンノボタン
- オオバノボタン属 Miconia ：オオミコニア
- ヒメノボタン属 Osbeckia ：ヒメノボタン
- シコンノボタン属 Tibouchina ：シコンノボタン